# Бригіттенау
Бріґіттенау (нім. Brigittenau) — двадцятий район Відня. Розташований в північній частині острова, утвореного Дунаєм і Донауканалом. В південній частині цього же острова розташований другий район Відня, Леопольдштадт, із складу якого Бріґіттенау був виділений в 1900 році.
Назва району походить від дзвіниці св. Бріґітти (Brigittakapelle), що знаходиться на його території з 17 століття.
Оскільки як русло Дунаю, так і русло Дунайського каналу знаходяться всередині меж району, 21 % території району зайняті водою. Значна частина території району була утворена шляхом осушення при регулюванні русла Дунаю в 1870—1875 рр. Тому в Бріґіттенау майже немає відомих історичних місць. Найвідомішою пам'яткою Бріґіттенау є вежа «Мілленіум», друга за висотою будівля Австрії.
48°14′12″ пн. ш. 16°22′10″ сх. д. / 48.23667° пн. ш. 16.36944° сх. д.
| Австрія | Це незавершена стаття з географії Австрії. Ви можете допомогти проєкту, виправивши або дописавши її. |